# 보너 가보르
보너 가보르(헝가리어: Vona Gábor, 1978년 8월 20일 ~ )는 헝가리의 정치인이다. 이탈리아와 슬로바키아 혈통을 갖고 있다.
2006년부터 요비크의 대표를 역임하였다. 본래 네오파시즘 단체인 헝가리 수호대(Magyar Gárda)를 결성한 극우 정치활동가였으나 2014년 이후 당을 극우에서 온건보수 정당으로 탈바꿈시키며 오르반 빅토르가 이끄는 피데스의 대립 야당으로 만들었다. 2018년 총선 패배의 책임을 지고 당대표직을 사퇴하였다.